# هيديناري أوغاكي
هيديناري أوغاكي (宇垣秀成 أوغاكي هيديناري) هو مؤدي أصوات ياباني ولد في 25 يوليو 1963 في طوكيو.

## أدواره في الأنمي

### مسلسلات أنمي تلفزيونية
- المقاتل المتنقل جي جاندام - آرغو غالسكي
- دي جرايمان - أكوما مهرج
- بي بليد - والد حيان
- سابق ولاحق - والد سابق ولاحق
- يو يو هاكوشو - ماكينتارو، توؤو
- غينتاما - ماموشي
- غوين ساغا - نيرون
- إينيشال دي Second Stage - والد ناتسكي موغي
- باكومان - ماساهيرو ماشيرو
- أبطال الديجيتال الجزء الأول - كهرب
- أرشيف دانتاليان - جاني
- كاراكوري كيدن هيو سنكي - نوكي
- مغامرة جوجو الغريبة: ستارداست كروسيدرز - خان
- أبطال الزهور الستة - باتوال رينهوك
- بوكيمون - جيفز
- ذا ريفليكشن - فرانك ليفينغستون

## أدواره في ألعاب الفيديو
- سلسلة ألعاب تيكن
  - تيكن 5 - غانريو
  - تيكن 6 - غانريو
  - تيكن تاغ تورنمنت 2 - غانريو
- ياكوزا 0 - غورو ماجيما

## أدواره في الدبلجة اليابانية
- مراهقو التايتنز - سليد
- أبطال النينجا - شريدر

## وصلات خارجية
- هيديناري أوغاكي على موقع IMDb (الإنجليزية)
- هيديناري أوغاكي على موقع ميوزك برينز (الإنجليزية)
- هيديناري أوغاكي على موقع قاعدة بيانات الفيلم (الإنجليزية)
- هيديناري أوغاكي على موقع ANN person (الإنجليزية)